# Balma del Gai
El jaciment de la Balma del Gai és un petit abric ubicat al marge dret del la Riera del Gai, a una altitud de 760 metres sobre el nivell del mar, en l'altiplà del Moianès, a Moià (Moianès), inclòs a l'Inventari del Patrimoni Arqueològic i Paleontològic de Catalunya.
L'abric presenta una superfície de 57,75m², i unes dimensions de 10,5m. de llargària i 5,5 m. d'amplada, aproximadament. S'obre en un subsol calcari de l'Eocè, alternat per trams de capes de calcària i lutites vermelles amb nivell de gres. Conté una estratigrafia relativament senzilla, composta per tres nivell que permeten datar l'ocupació del jaciment, majoritàriament, en l'època epipaleolítica, el qual comprèn un període entre ca. 12.000-8500 BP.

## Formació del Jaciment
El jaciment està format per una acumulació sedimentaria relativament senzilla. L'estratigrafia que el conforma, és composta per únicament tres nivells ven distingits:
- N. Superficial: Amb 25 m de potència, es troben materials ceràmics corresponents des del Neolític, d'època del Bronze, fins a època moderna, datades del s.XVII. A més, conté registre epipaleolític, però aquest s'ha esdevingut a causa del regirament sedimentològic. La matriu ve donada per sorres llimoses i terra groguenca de tons foscos.
- N.I: És l'estrat més potent amb uns 50m. de profunditat a l'exterior, i 60.m en la zona de contacte amb la paret de l'abric. Presenta materials epipaleolítics, que en aquest, no han estat alterats per les ocupacions posteriors. La matriu està caracteritzada per llims de gres foscos i, a mesura que s'arriba a la zona més profunda, crioclàstia.
- NII: Es tracta d'un estrat estèril, sense presència d'ocupació antròpica, únicament conté algun vestigi epipaleolític, que seria procedent del nivell I. Són abundants els crioclastes, que serien caigudes de la visera de l'abric. Aquest estrat es relaciona amb un moment frígid del plistocè, de l'últim període glacial.[4]

## Descobriment del jaciment i historiografia de les intervencions
La Balma del Gai va ser descoberta, de forma fortuïta pel Sr. Joan Surroca, l'any 1975, quan va recollir algunes restes de lítica treballada, vestigis faunístics i malacofauna, de la superfície superficial, que estava regirada a causa de la seva proximitat a uns camps de conreu. A partir d'aquí, al final de la dècada dels anys setanta, concretament entre els anys 1976 i 1978, van començar les primeres intervencions arqueològiques. Al càrrec dels directors M. Llonguers, J. Guilaine i M. Barbaz, es va plantejar l'excavació de dos sectors, la zona més oriental de l'abric, i l'obertura cap a l'interior per obtenir una extensió suficient per arribar al nivell epipaleolític.
El 1989, en un projecte dirigit per Dr. J.M Fullola, en el Seminari d'Estudis i Recerques Prehistòriques (SERP), de la Universitat de Barcelona, es va realitzar una revisió dels materials lítics recuperat en les primeres intervencions, dels faunístics de la col·lecció d'en Surroca, i d'un estudi sedimentològic. Amb els resultats, es va plantejar l'inici d'unes noves intervencions, a causa dels vuits d'informació presents referent al pas del Paleolític Superior a l'Epipaleolític. Aquesta proposta es va posar en marxa l'any 1994, quan es va iniciar una nova campanya d'excavació, amb la direcció de P. García-Argüelles, J. Nadal i A. Estrada, que ha quedat vigent fins a l'actualitat.

## Troballes arqueològiques
Des de les primeres intervencions, l'any 1976, en el nivell vinculat a l'Epipaleolític, s'ha pogut determinar un gruix important de registre, el qual bàsicament està compost per material lític, faunístic i restes de carbons. El material antrocològic, s'ha recuperat mitjançant la recollida manual i el garbellat, restant més importància el primer amb els carbons visibles a la vista. En total s'ha recuperat un total de 1171 carbons, en el conjunt de les dues metodologies. A partir d'aquestes restes, de carbons vegetal, l'any 1979-1980, es van prendre les primeres mostres per la realització de datacions en C14. Uns temps més tard, es van agafar quatre mostres més, de les quals es van extreure, altre cop, datacions per radiocarboni, amb el resultat estipulat fins avui en dia, cal. 12.000-8.500BP. De l'anàlisi taxonòmic, els resultats han sigut una abundància de les espècies: Pinus sylvestris, Pinus nigra, Acer, Juniperus, Prunus, Rhamnus cathartica i Saxatilis i Maloideae. Altres tàxons determinats, però de manera més esporàdica són: Betula, Buxus sempervirens, Clematis, Leguminosae i Populus/Salix.
Referent a la indústria lítica, en general és força homogènia. La matèria primera utilitzada és sobretot el sílex, tot i que també hi ha la presència de quars, cristall de roca, calcària, quarsita i un exemple de jade. Del registre resultant es veu una predominança molt clara dels útils anomenats gratadors, seguit dels elements de dors i els fragments no retocats. Cal desatacar l'aparició primerenca dels elements lítics de morfologia geomètrica, indústria que recurrent fins al Neolític. Finalment, s'ha trobat un fragment d'un polidor de gres.
La fauna continguda en la Balma del Gai, es pot dividir en dues principals categories, les quals són macrofauna i malacofauna. En el primer tipus, es troba una gran representativitat de conill (Oryctolagus cuniculus), el qual conforma un 91% del total de la macrofauna. Aquest està complementat per mamífers de mides més augmentades, que són l'eriçó (Erinaceus europeus), el linx (Lynx pardina), la guineu (Vulpes vulpes), el gos (Canis sp.), el cérvol (Cervus elaphus), la cabra (Capra pyrenaica) i el colom (Columba palumbus). Dins d'aquesta categoria, en tot el jaciment, s'han trobat dos eines realitzades a partir de materia d'os. El primer, es tracta d'una banya de cérvol (Cervus elaphus), el qual, en la seva part distal està polida i serrada en direcció diagonal. L'altre cas, és la recuperació d'un fragment de punxó d'os alterat pel foc.
De les restes de malacofauna, hi ha presència tant d'espècies d'aigua com terrestres. Un 81% fan referència als vestigis de mar, on predominen les bivalves, els gastròpodes i els escafòpodes, dels quals es descarta la seva utilitat com a consum, però no s'ha pogut determina encara una funció concreta. D'aigua dolça resten el 19% dels materials de malacofauna d'aquest medi. Contràriament, sí que s'ha definit com a utilitat d'aliment, en el cas de la malacofauna terrestre, amb una presència quasi absoluta d'una única espècia, un cargolí de muntanya (Cepaea nemoralis).

## Context i explotació del medi
A partir dels resultats dels anàlisi taxonòmics, explicats anteriorment, la dinàmica de la vegetació en l'entorn del la Balma del Gai durant el període Epipaleolític, estaria caracteritzat per una domini de coníferes, contràriament a les zones pròximes als cursos fluvials, els taxons serien referents a espècies vinculades a espais humits. En el seu desenvolupament, si produiria un canvi important, la població de pi, començaria a ser substituïda per les espècies Acer, Prunus, Juniperus i Rhamnus carthartica i saxatilis. Aquest fet, vindria condicionat pel context climàtic, ja que a les zones de pi hi hauria més humitat, la qual afavoriria la colonització per part d'aquests nous taxons. En canvi, a l'àrea de coníferes seria una zona on el clima seria més àrid. La producció que obtindrien d'aquests vegetals dependria segons les característiques de cada espècia. La Maloideae, el Prunus, el Sambucus i el Querques sp., estarien destinats al consum dels fruits. Els Rhamnus cathartica i saxatilis, a causa de contenir tòxics, es determina un ús relacionat amb l'obtenció de tints. Finalment, del bedoll s'explotaria la fusta per la producció d'utensilis.
Un altre dels temes referent al context, és l'obtenció de sílex, ja que és el material més freqüentat amb diferència per la talla lítica, però no hi ha afloraments als voltants del jaciment. A partir d'unes intervencions enfocades a resoldre aquestes problemàtiques, es va resoldre que s'obtindria a partir d'afloraments, principalment, secundaris. Els materials provindrien del sostrat determinat com a Muschelkalk, amb una predominança de les zones de Can Rovira del Brull i Coll de Can Tripeta. En menys importància, s'explotarien els aflorament de posició primària, dels quals en aquest cas seria el Torrent del Frau.
Del resultat de la talla lítica, els diversos artefactes servirien majoritàriament, per la preparació dels animals pel seu consum. Els gratadors es vinculen a un treball sobre la pell seca, però en segon terme també s'utilitzarien per al treball de fusta i sobre matèries dures com la banya i l'os. Referent als elements de dors, se’ls hi atribueix una funció semblant a les puntes de projectil. Finalment, els elements lítics no retocats s'associen també al treball sobre la pell, però en estat fresc. Per tant, dels diversos animals s'explotaria tant la carn pel seu consum, com la pell.